# Казарми 35-го Брянського піхотного полку
Казарми 35-го Брянського піхотного полку — пам'ятка архітектури Кременчука, одна з небагатьох збудованих до Жовтневого перевороту споруд міста, що збереглися до сьогодні. Розташовані на розі вулиць Троїцької та Лікаря Овксентія Богаєвського. Зведені у 1910—1911 роках.

## Історія та опис
Казарми 35-го Брянського піхотного полку цікаві як частина військової історії нашого міста. Кременчук відігравав важливу роль у військовій історії держав, у складі яких він перебував у різні часи. Навіть своїм виникненням місто завдячує насамперед воєнно-стратегічним міркуванням. Згідно з офіційною версією, в 1571 році польський король Сигізмунд Август Другий видав указ про заснування на березі Дніпра в урочищі Кременчук земляної фортеці для захисту дніпровської переправи та для оборони прикордонних земель Речі Посполитої від набігів кримських татар.
У ХУІІ - першій половині ХУІІІ ст. переважну більшість кременчужан складали люди військового стану – українські козаки, котрі були зобов’язані в разі загрози нападу ворога «кінно та оружно» прибувати у свою сотню, яка входила спочатку до складу гетьманського Чигиринського полку, а потім (після 1667 р.) – Миргородського полку.
У зв’язку з російсько-турецькими війнами починаючи з 1735 р. Кременчук поступово перетворився на головну тилову базу армії Російської імперії на півдні. Тут розміщувалися магазейни (склади) для зберігання зброї, амуніції, обмундирування, провіанту і т.п. У 1788 р. була заснована корабельна верф, де будувалися канонерські човни, фрегати, бомбардирські катери, лансони (невеликі одно-двощоглові парусно-гребні судна довжиною  близько 20 метрів, озброєння яких складалося з 4-8 гармат малого калібру або 1-2 великокаліберних гармат чи мортир) та інші невеликі судна для Чорноморського флоту. Тоді ж був розгорнутий Кременчуцький збройовий завод для ремонту всіх видів озброєння.
Після реформ початку 19 ст. зросла роль Кременчука в управлінні сухопутними збройними силами: сюди в 1841 р. переводиться головний штаб інспектора резервної кавалерії та поселень військ, у підпорядкування якого знаходилося близько півмільйона військовослужбовців.
Від 1885 р. в Кременчуці квартирував 35-й Брянський піхотний полк, який брав участь у війні з Наполеоном 1812 р., закордонних походах 1813 і 1814 років, Російсько-турецькій війні 1828-1829, Угорській кампанії 1849, Кримській війні, Російсько-турецькій війні 1877-1878, Російсько-японській війні 1905-1907 рр.
Кременчук на той час був важливим центром розміщення військового контингенту. На 1900 рік в місті розташовувалися управління військового начальника, 2-га бригада 9-ї піхотної дивізії, 35-й піхотний Брянський полк, 34-й піхотний Севський полк, артилерійський склад Одеського військового округу, міська артилерійська бригада, 5-й резервний артилерійський парк, Кременчуцький інтендантський речовий склад Одеського військового округу, а також Кременчуцький міський лазарет. Значна частина військових установ розміщувалася в приватному секторі (житло офіцерів, канцелярія, управління тощо). Рядові проживали в казармах. На початку ХІХ століття в Кременчуці були Дніпровські казарми, «Цукрові казарми» (в приміщеннях колишнього цукрового заводу), «Бульварні казарми», казарми на Піщаній горі, на території артилерійських складів та інтендантського складу, казарми міського гарнізону, 35-го піхотного Брянського полку та 36-го піхотного Орловського полку.
Після повернення 35-го піхотного Брянського  полку з Російсько-японської війни було прийняте рішення побудувати для нього нові казарми та інші службові приміщення на тому місці, де вони стоять і зараз
Будівництво двоповерхової цегляної споруди казарми проводилось в 1910-1911 рр. під керівництвом міського техніка Т. Ястрембського. Будівничий звернувся до архітектурного стилю класицизму, який відзначається геометрично ясним і зручним плануванням приміщень, строгістю архітектурних форм і стриманістю оздоблення. 
Оскільки головна будівля проектувалася для казарм, то її функціональність зумовила композицію та естетичність рішень. З часом утворився комплекс кількох споруд, які оточують плац, де відбувалися шикування солдат. 

Ідея військової могутності, надійного захисту була головною при розбудові ансамблю споруд 35-го Брянського полку. На фасаді казарми - чітке повторення основних елементів: напівколон, портиків, пілястр, є орнамент у вигляді стилізованих вінків слави, що характерно для споруд такого типу. Вікна розміщені у певному ритмі, займають дві третіх висоти споруди. Декор казарм відрізняється використанням елементів середньовічної фортечної архітектури, зокрема зубців-бійниць. Будинки комплексу схожі за функціональним призначенням та композицією, проте не є однаковими.

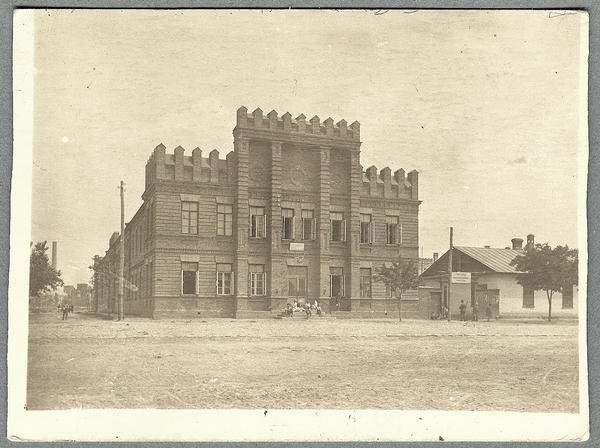
Казарми полку у період до 1917 року

У 1913 році планувалося спорудження дзвіниці над похідною церквою Преображення Господнього, яка входила до архітектурного ансамблю казарм. Але Перша світова війна завадила здійсненню цих планів.
У приміщенні казарм 35-го Брянського полку, у великій двосвітній залі, розрахованій на перебування не менше 400 чоловік, розміщувалася полкова домова церква на честь Преображення Господнього, про що свідчить пам’ятна дошка.
У роки Першої світової війни у дворі Бульварних казарм, як їх називали у місті, розміщувався розподільчий пункт, де формувалися і направлялися на фронт маршові роти і батальйони.
Казарми були переповнені, умови утримування солдат були важкими. 25 жовтня 1916 року почалося солдатське повстання, у якому взяли участь понад 6 тисяч солдат місцевого гарнізону. Солдати вимагали припинити війну, надати відпустки тим, хто повернувся з госпіталів; не відправляти на фронт солдатів після кількох поранень, а замість них посилати городових та етапні команди. Солдати роззброїли розташовану на території казарм 20-ту етапну роту і захопили 140 гвинтівок. 27 жовтня 1916 року в Кременчук прибули каральні загони під командою генерала Гамзагорді. Семеро солдат було засуджено до смертної кари, яку згодом п’ятьом з них замінили безстроковою каторгою. А керівників повстання – М.Г. Зеленського та І.С. Цися – розстріляли; 100 чоловік залишилися під арештом. Кременчуцьке солдатське повстання мало важливе місце серед антиурядових і військових виступів на початку ХХ століття.
З початком трагічних подій 1917 року полк переводили в інші міста, а 1918 року в м. Черкаси полк припинив існування.
На початку 1940-х років тут квартирувала Кременчуцька авіаційна школа початкового навчання льотчиків, евакуйована у 1941 р.
Споруди, які частково вцілілі під час Другої світової війни, були відновлені в радянський період. Довгий час в них дислокувалася десантна частина, пізніше вони використовувалися СБУ як тренувальна база.
Станом на 2018 рік казарми, включені в перелік пам'яток архітектури Кременчука, знаходяться з занедбаному стані. На території розташована похідна церква.
Зараз будівлі колишніх казарм 35-го Брянського піхотного полку є однією з окрас вулиць Лікаря Богаєвського та Троїцької.